# Бертокур ле Тен
Бертокур ле Тен (фр. Berteaucourt-lès-Thennes) насеље је и општина у североисточној Француској у региону Пикардија, у департману Сома која припада префектури Мондидје.
По подацима из 2011. године у општини је живело 443 становника, а густина насељености је износила 169,08 становника/km². Општина се простире на површини од 2,62 km². Налази се на средњој надморској висини од 41 метар (максималној 107 m, а минималној 33 m).

## Демографија
| 1861. | 1896. | 1962. | 1968. | 1975. | 1982. | 1990. | 1999. | 2011. |
| ----- | ----- | ----- | ----- | ----- | ----- | ----- | ----- | ----- |
| 550   | 465   | 279   | 291   | 281   | 356   | 411   | 431   | 443   |

График промене броја становника у току последњих година